# マハオ
マハオ（majao）とは、南米ボリビアの家庭料理の一つ。干し肉（チャルケ）を使った料理である。
マハディート（majadito）と呼ばれる料理もほぼ同じものである。
主な材料は、牛肉のチャルケ（塩味のついた干し肉）、米、玉葱、トマトである。
1. チャルケは少量の水で茹でて柔らかくして取り出す。塊が大きい場合には柔らかくなってから叩き潰して細かくしておく。
2. チャルケのゆで汁に米を入れ、塩で味付けしながら煮る。（米にニンニクのみじん切りを併せて煎ってから煮るというレシピもある。）
3. 別の鍋に油を多めに敷き、茹でたチャルケを炒める。タマネギとトマトをみじん切りにしたものを加え、十分火が通ったら少量の水とパプリカやターメリックなどの香辛料を入れる。
4. 上の米を加え、若干煮込む。

付け合わせには芋（特にユカ芋）を蒸かしたり揚げたりしたものや、バナナを焼いたものなどが用いられる。また、目玉焼きを乗せることも多い。チョリソを入れるときもある。
ボリビアのサンタ・クルス県などのアマゾン地方でよく食べられる料理である。夕方から夜にかけて、レストランではマハオを食べながらビールを飲み歓談する人たちの姿をよく見かける。
ボリビアに限らず、アマゾン地方ではこのようなチャルケを用いた料理がよく食べられている。